# 2e régiment Punjab
Le 2e régiment Punjab est un régiment de l'armée indienne britannique de 1922 à la partition de l'Inde en 1947.
Le régiment fut formé par la fusion d'autres régiments :
- 1er bataillon, du 67e Punjabis, anciennement le 7e régiment d'infanterie autochtone de Madras
- 2e bataillon, du 69e Punjabis
- 3e bataillon, du 72e Punjabis
- 4e bataillon, du 74e Punjabis
- 5e bataillon, du 87e Punjabis
- 10e bataillon (d'entraînement), formé par la redésignation du 2e Bn, 67e Punjabis

## Histoire
Le premier bataillon fut créé à Trichinopoly en 1761 sous le nom de « Coast Sepoys ». Les quatre premiers bataillons furent déployés pendant les hostilités dans le Carnatic dans le sud de l'Inde entre 1761 et 1776. Les nombres et les titres des bataillons changèrent au cours des réorganisations successives de l'armée de la présidence de Madras et plus tard de l'armée indienne.
L'insigne du régiment représente une galère. Il fut décerné au 69e Punjabis en reconnaissance de sa volonté de servir à l'étranger, après l'engagement du bataillon dans huit campagnes étrangères en 1824.